# Greg Lake
Greg Lake, właśc. Gregory Stuart Lake (ur. 10 listopada 1947 w Poole, zm. 7 grudnia 2016 w Londynie) – brytyjski basista, gitarzysta, wokalista rockowy, kompozytor i producent znany z występów w progresywnych grupach King Crimson i Emerson, Lake and Palmer oraz kariery solowej.

## Życiorys

### Początki
Greg Lake urodził się w Poole w Anglii, jako syn Harry’ego i Pearl. Zainteresował się muzyką już w wieku szkolnym i to właśnie wtedy napisał utwór, który miał stać się jednym z największych przebojów Emerson, Lake & Palmer – „Lucky Man”. Lake grał w zespole o nazwie Teak And The Smokey, działającym w jego rodzinnym miasteczku i odniósł z nim nieznaczny sukces, a także zagrał na 6-miesięcznej europejskiej trasie koncertowej. W roku 1968 Lake dołączył do zespołu The Gods, w którym grali również przyszli członkowie Uriah Heep, jednakże latem 1968 Lake opuścił zespół przed wydaniem debiutanckiego albumu.

### 1968–1970: King Crimson
Starym przyjacielem Grega ze szkoły był Robert Fripp, który niedawno przeniósł się do Londynu. Jego zespół, Giles, Giles and Fripp szukał nowej drogi rozwoju po tym, jak debiutancki album nie przyciągnął zbyt dużej uwagi publiczności. W listopadzie 1968 Fripp zaprosił Lake’a do nowego zespołu, który miał przyjąć nazwę King Crimson. Chociaż zarówno Fripp, jak i Lake byli przede wszystkim gitarzystami, Fripp zwrócił się podobno do Lake’a tymi mniej więcej słowami: „Jeśli nie zagrasz na basie, to nigdy nie oderwiemy się od ziemi” – i Greg Lake przerzucił się na gitarę basową.
Na debiutanckim albumie King Crimson, In the Court of the Crimson King, Lake zaśpiewał i był autorem części utworów. Na początku album miał zostać wyprodukowany przez Tony’ego Clarke’a, który był wówczas również producentem The Moody Blues. Jednakże po pierwszym dniu prób, Clarke wyszedł ze studia, z powodu problemów ze zrozumieniem tworzonej przez zespół koncepcji. Rolę producenta przejął Lake i chociaż w opisie zapisano, iż cały zespół był odpowiedzialny za produkcję, to jednak głównie zajmował się tym Lake.
Wkrótce King Crimson udali się na trasę koncertową po Ameryce Północnej z zespołem The Nice, dla którego była to trasa pożegnalna. To po niej, w kwietniu 1970, Lake opuścił zespół i założył Emerson, Lake & Palmer wraz z klawiszowcem The Nice Keithem Emersonem i perkusistą Carlem Palmerem z Atomic Rooster i The Crazy World of Arthur Brown. Pomimo swojego oficjalnego odejścia z King Crimson Lake zgodził się pomóc w ukończeniu drugiego albumu King Crimson – In the Wake of Poseidon.

### Lata 70.: Emerson, Lake & Palmer
ELP odnieśli wielki sukces w latach 70. – sprzedaż albumów wyniosła ponad trzydzieści milionów egzemplarzy. W dużym stopniu przyczynili się też do rozwoju rocka progresywnego. Lake był twórcą wielu utworów ELP, a najlepiej znany był z gitarowych, lekko soulowych utworów, takich jak „Lucky Man” (Emerson, Lake & Palmer), „The Sage” (Pictures at an Exhibition), „From the Beginning” (Trilogy), „Still... You Turn Me On” (Brain Salad Surgery) czy „C’est la vie” (Works Volume 1). Lake zyskał sporą popularność również dzięki utworowi, który stał się hitem Świąt Bożego Narodzenia 1975 w Wielkiej Brytanii – „I Believe in Father Christmas”, który potem pojawił się na albumie ELP Works Volume 2.
W roku 1973 Lake wraz z Emersonem i Palmerem założyli wytwórnię Manticore Records, podpisując kontrakty z kilkoma utalentowanymi muzykami takimi, jak PFM, Banco, czy z autorem tekstów dla King Crimson i Emerson, Lake & Palmer, Peterem Sinfieldem.
Lake był producentem albumów, na których zagrał w King Crimson i ELP. Produkował również albumy dla innych artystów, takich jak Spontaneous Combustion (1972), Stray Dog (1973) czy Keith Christmas (1974).

### Lata 80.: Asia, Emerson, Lake and Powell i kariera solowa
Po rozpadzie ELP, Lake w roku 1983 przez krótki czas grał na trasie koncertowej z zespołem Asia, w zastępstwie za Johna Wettona. Wydał również dwa albumy solowe – Greg Lake (1981) i Manoeuvres (1983), których styl można określić jako klasyczny rock. Na obu z nich zagrał były gitarzysta zespołu Thin Lizzy – Gary Moore.
W roku 1986 Lake wydał wraz z Emersonem i Cozym Powellem album „Emerson, Lake & Powell”, który zasadniczo stanowił powrót do ELP, z tym, że Palmera zastąpił Powell, ponieważ ten pierwszy grał wówczas w zespole Asia.

### Lata 90.: powrót Emerson, Lake and Palmer
Emerson, Lake & Palmer wrócili do pierwotnego składu na początku lat 90. i zagrali na trasie koncertowej, składającej się głównie z letnich koncertów na otwartym powietrzu oraz wydali dwa nowe albumy studyjne. W roku 1998 po kłótni Lake opuścił zespół. W swoim pamiętniku „Pictures of an Exhibitionist” opublikowanym w 2004 Keith Emerson opisał Lake’a w negatywnym świetle, dlatego nie było zaskoczeniem, kiedy Lake stwierdził w kwietniu 2008, że nigdy więcej nie zagra z ELP.

### 2000–2016: Greg Lake Band i inne projekty
W roku 2001 Lake zagrał na trasie koncertowej wraz z Ringo Starrem i jego All-Starr Band. Pod koniec 2003 zagrał na basie na „Real Good Looking Boy” z zespołem The Who.
22 października 2005 rozpoczął trasę koncertową po Wielkiej Brytanii ze swoim nowym zespołem „Greg Lake Band”, który został pozytywnie przyjęty przez fanów. W zespole zagrali David Arch (klawisze), Florian Opahle (gitara), Trevor Barry (bas) i Brett Morgan (perkusja). Udokumentowaniem tej trasy było wydane przez Warner Bros podwójne DVD. We wrześniu 2006 zespół miał rozpocząć kolejną trasę, jednak została ona odwołana z powodu „kłopotów organizacyjnych”. W tamtym również okresie pojawiły się plotki o planowanym albumie studyjnym.
28 maja 2008 wraz z zespołem Jethro Tull Lake zagrał utwór „Lucky Man” podczas występu w Royal Festival Hall w Londynie. W listopadzie 2008 zespół U2 nagrał utwór Lake’a „I Believe in Father Christmas”.
W roku 2010 zespół ELP spotkał się jednak raz jeszcze z okazji 40-lecia istnienia. Zagrał wówczas koncert „...Welcome back my friends” – The High Voltage Festival 2010. Został on wydany zarówno na DVD, jak i na CD.

## Życie prywatne
W 1974 roku Lake poślubił niemiecką modelkę Reginę Boettcher. Para przeżyła razem ponad 42 lata, tworząc jedno z najdłużej trwających małżeństw w show-biznesie. Para miała jedną córkę Natashę i wnuka Gabriela.

### Śmierć
Lake zmarł 7 grudnia 2016 w Londynie po długotrwałej chorobie nowotworowej, która utrzymywana była w tajemnicy przed opinią publiczną do samej jego śmierci.

## Wybrane instrumentarium
| - Fender Jazz Bass - Gibson „The Ripper” Bass - Alembic Scorpion Bass - Zemaitis Six-string Electric Guitar |  | - Zemaitis Twelve-string Acoustic Guitar - Gibson Les Paul Custom - Gibson J200 Acoustic |

## Dyskografia
- Greg Lake – Greg Lake (1981, Chrysalis Records)[4]
- Greg Lake – Manoeuvres (1983, Chrysalis Records)[5]
- Greg Lake feat. Gary Moore – King Biscuit Flower Hour Presents Greg Lake In Concert (1995, King Biscuit Flower Hour Records)[6]
- Greg Lake – Songs Of A Lifetime (2013, Manticore Records)[7]
- Keith Emerson, Greg Lake – Live From Manticore Hall (2014, Manticore Records)[8]
- Greg Lake, Geoff Downes – Ride The Tiger (2015, Manticore Records)[9]

## Filmografia
- „Message to Love: The Isle of Wight Festival” (1997, film dokumentalny, reżyseria: Murray Lerner)[10]
- „Amazing Journey: The Story of The Who” (2007, film dokumentalny, reżyseria: Paul Crowder, Murray Lerner)[11]
- „Britain’s Favourite Christmas Songs” (2011, film dokumentalny, reżyseria: Andrew Simmonds)[12]
- „The Nation's Favourite Christmas Song” (2012, film dokumentalny, reżyseria: Kerry Allison)[13]